# Mont Aigoual
Le mont Aigoual est un sommet situé dans le Sud du Massif central, à la limite entre les départements du Gard et de la Lozère. Il culmine à 1 565 mètres d'altitude. Cela en fait le point culminant du Gard et le second point le plus haut de la Lozère (ainsi que des Cévennes) après le sommet de Finiels (1 699 m) situé dans le mont Lozère.
Bastion sud-est du Massif central, le mont Aigoual est remarquable par son panorama, son climat et son observatoire météorologique. Autrefois couvert de forêts puis de forêts et de bons pâturages (XVIIIe siècle), la forêt et les sols surexploités s'y dégradent brutalement au XIXe siècle, engendrant des crues catastrophiques (1844, 1856, 1861, 1868 notamment). C'est alors sur ce mont et dans son massif qu'a été entreprise au XIXe siècle la première grande opération de reboisement antiérosif en France (constitution d'une forêt de protection sur les sols érodés par la déforestation et le surpâturage, appuyées par les premières bases scientifiques de la phytosociologie et de la pédologie).
Haut lieu de l'histoire des camisards et maquisards, le mont Aigoual a inspiré de nombreux écrivains cévenols tels André Chamson, Jean-Pierre Chabrol ou Jean Carrière.

## Toponymie
Le mot Aigoual est attesté dans divers contextes aux environs : ad stratam Aigoaldi en 1228 désignant une route, marcha Algoaldi en 1238 désignant une limite territoriale et enfin mons Aigoaldi en 1249 désignant le mont, ; on trouve également aigual (sans mention de date).
Le mont Aigoual est nommé Augal en occitan.
La forme occitane est conforme à la mention [marcha] Algoaldi de 1238. En effet, [al] s'est vocalisé devant [g], d'où *Augoal après chute de la consonne finale [d], réduit à Augal en occitan moderne. Il s'agit d'un anthroponyme germanique *Algwald, *Algoald (on trouve plusieurs personnages nommés Algoldus, qui semble être une variante latinisée du nom, dans les textes anciens) ou encore Aigoald porté par un personnage de la région. Le i final d’Aigoaldi, Algoaldi est la désinence latine du génitif masculin à partir de la latinisation Aigoaldus, Algoaldus. Les formes de type Aig- s'expliquent par une attraction analogique du terme aiga « eau » ou par la forme Aigoald de l'anthroponyme.

## Géographie et géologie

### Géographie et géomorphologie

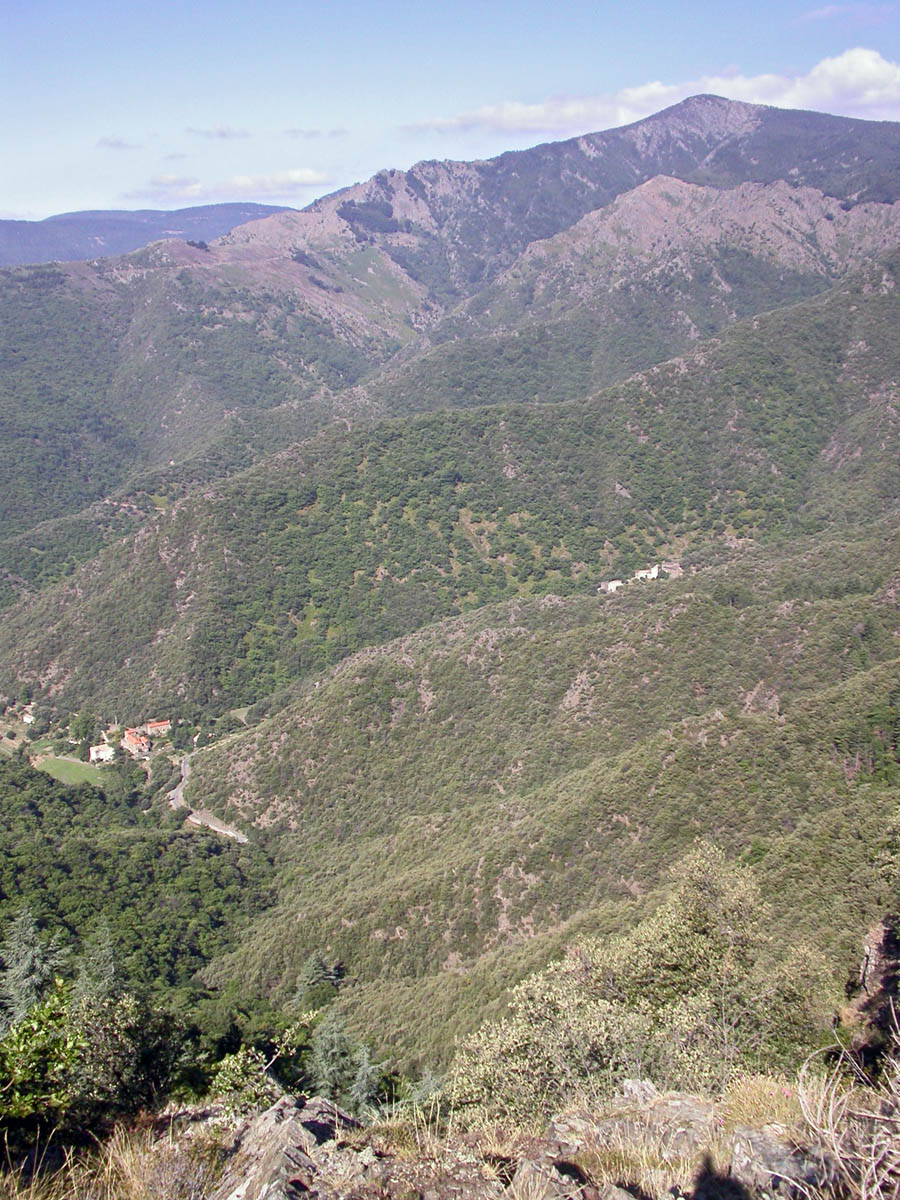
Vue de la face est.

Située sur les communes de Valleraugue (Gard) et Bassurels (Lozère), la partie sommitale de l'Aigoual forme un plateau d'altitude supérieure à 1 500 mètres sur environ 3 km2. Il est ponctué par trois sommets à savoir, d'est en ouest :
- le pic de la Fageolle ou pic Ferrège (1 555 m) dominant le versant sud-est ;

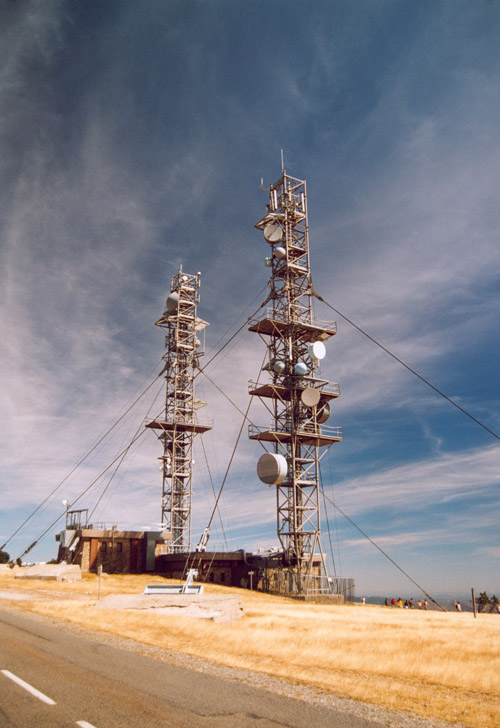
Antennes de télécommunication sur le mont Aigoual.

- le signal de l'Hort de Dieu ou Tourette de Cassini (1 565 m), situé dans le Gard, point culminant qui porte l'observatoire météorologique dont la table d'orientation, située au sommet de la tour crénelée, culmine à 1 571 m. Environ 300 m à l'ouest, à la cote 1 560 m, se dressent les deux pylones de télécommunications haubanés d'une hauteur de 50 m ;
- le Portalet (1 565 m), situé à environ 1 km au nord-ouest, en Lozère.

À plus grande échelle, le massif de l'Aigoual comprend au sud-ouest les sommets du Lingas (1 445 mètres) qui s'achèvent par le dôme rocheux du Saint Guiral (1 366 m), le plateau de l'Espérou directement en face au sud (1 415 m), et s'étend vers l'ouest jusqu’aux plateaux calcaires des Grands Causses en passant par le col de Prat Peyrot (1 380 mètres) qui abrite une station de ski, et unique point de passage vers la route du col du Perjuret.

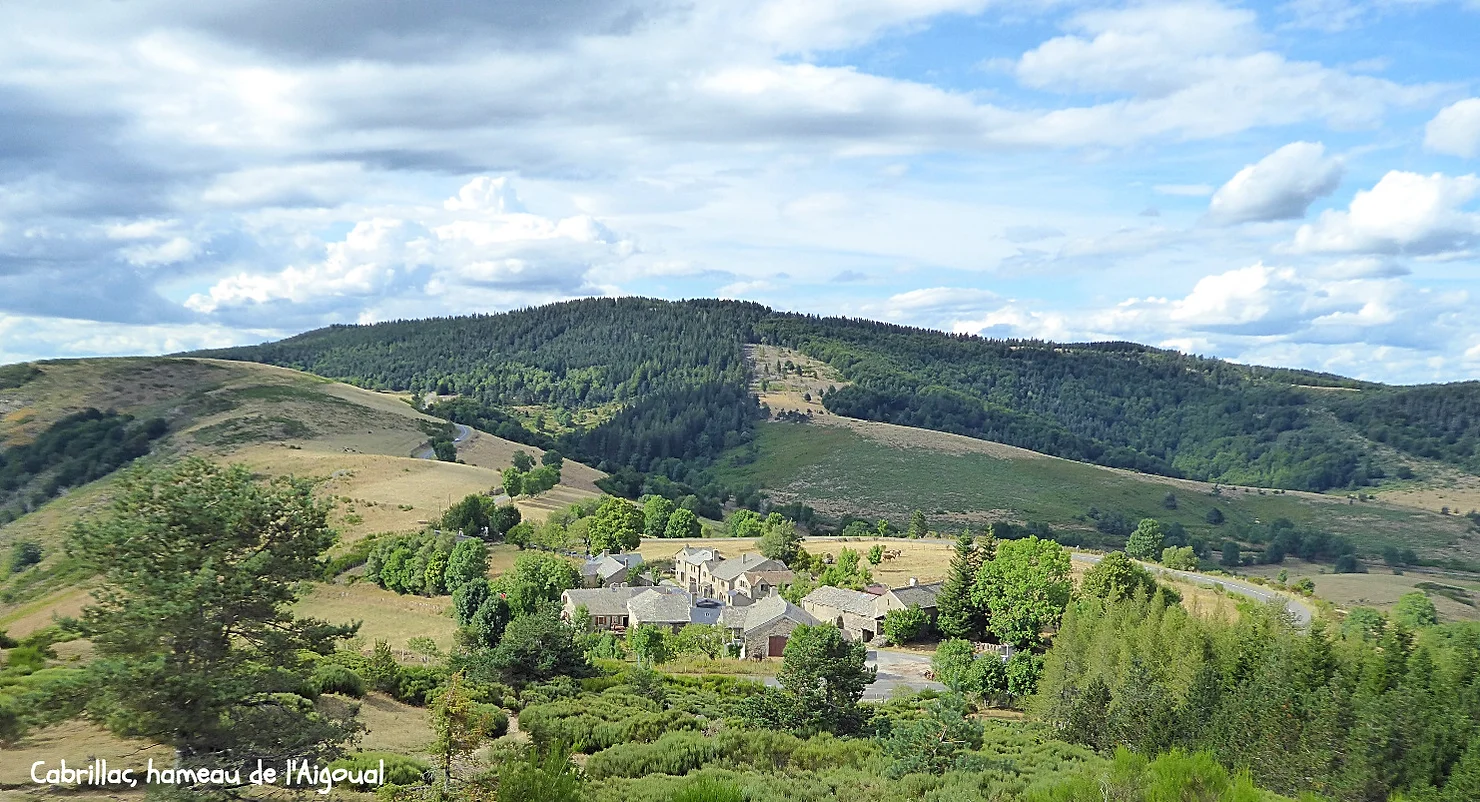
Vue du hameau de Cabrillac depuis La Draille.

La ligne de partage des eaux entre l'océan Atlantique et la mer Méditerranée traverse le plateau sommital, se prolongeant au nord et au sud de celui-ci. Les versants méditerranéens et atlantiques ont des morphologies très différentes. Vers l’ouest et le nord-ouest, les crêtes arrondies, aux pentes plus douces sont séparées des Causses par les gorges et canyons du Tarnon, de la Jonte, du Trèvezel et de la Dourbie, affluents du Tarn. Sur le versant nord de l'Aigoual se trouve le hameau de Cabrillac (1 200 m), dont les habitations se répartissent entre deux communes, Gatuzières et Rousses. À l'est et au sud-est, au-dessus des sources de l’Hérault et de ses affluents, les pentes sont raides et très escarpées. Le dénivelé direct, un des plus importants du Massif Central, atteint 1 250 m entre le village de Valleraugue (cote 300-350 m) au fond de la vallée et au pied du sommet. La route est obligée, d’ailleurs, d’emprunter les longs lacets de la face nord du plateau de l’Espérou qui mènent au petit village de l'Espérou (1 250 m), d’où l’on peut aussi venir par Le Vigan en passant par le col du Minier à 1 260 m, puis rejoint le col de la Sereyrède (1 300 m, ligne de partage des eaux), passe par le col de Prat-Peyrot (1 380 m) afin de gagner le sommet au bout de 28 km d'une longue ascension.

### Panorama

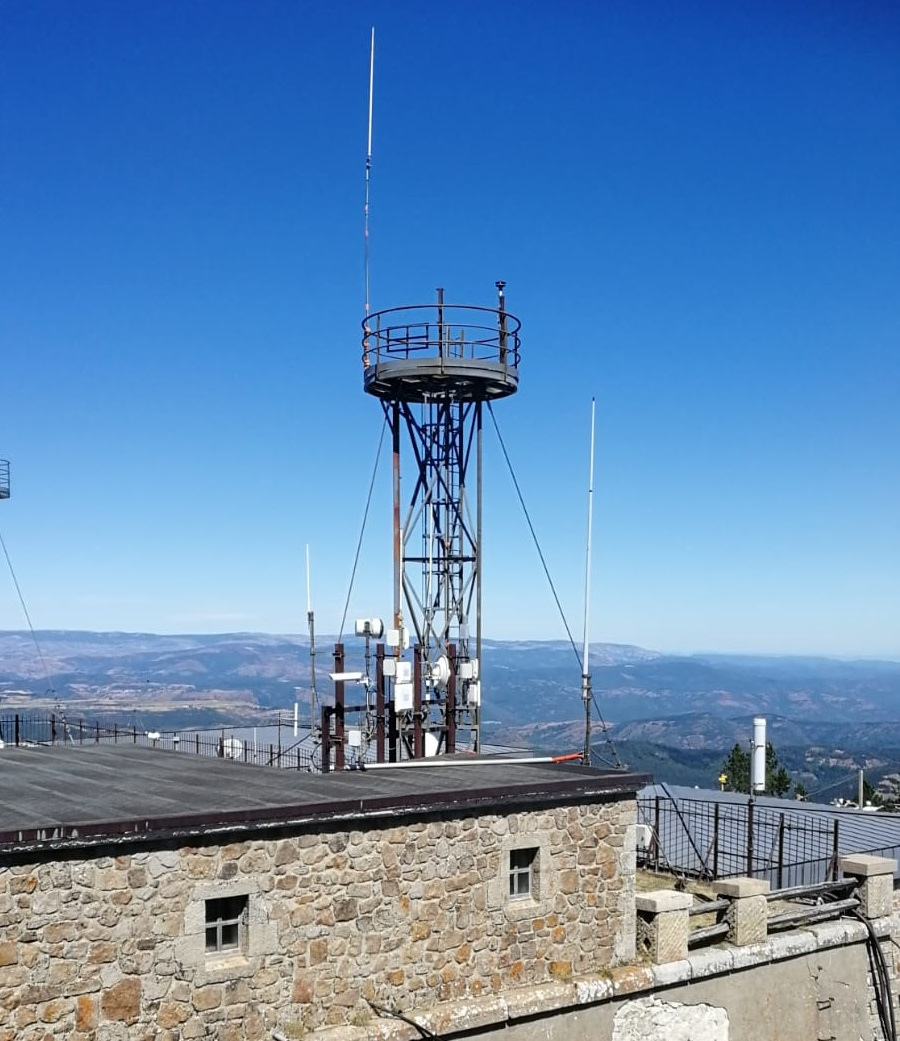
Relais radioamateur F1ZOL, installé depuis 1985.

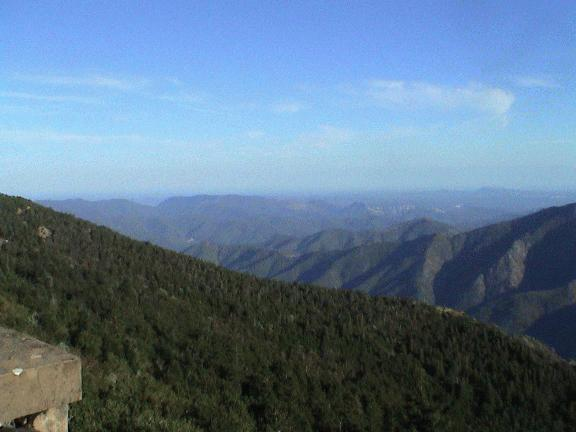
Panorama (en direction de la mer) depuis le mont Aigoual.

Par temps clair, le panorama exceptionnel permet d'avoir une vue qui s’étend des Alpes aux Pyrénées, du puy de Sancy à la Méditerranée. Cette possibilité de visibilité est rare et souvent de courte durée car le sommet est soumis à des conditions climatiques rudes, violentes et soudaines.
Une table d'orientation a été installée sur la tour par le Touring club de France en 1908. Cette dernière indique les directions des lieux en vision possible dont : le littoral languedocien, la mer Méditerranée au sud, tout le golfe du Lion de Marseille au cap de Creus en Espagne. À l'est, une partie du massif alpin, notamment le mont Ventoux, la montagne Sainte-Victoire, le Luberon et jusqu'au Grand Margès dans les Préalpes de Castellane. Plus loin, on distingue le mont Blanc, la barre des Écrins, le Grand Paradis et le mont Viso en Italie, le massif du Parpaillon, le Vercors, la Chartreuse et les Grandes Rousses. Côté Massif central, on peut déceler la barre massive du mont Lozère au nord, la Margeride, les Grands Causses, les monts du Cantal et le puy de Sancy. Au sud-ouest se distinguent plusieurs sommets de la chaîne des Pyrénées, du massif des Albères jusqu'au pic d'Aneto en Espagne voire au pic du Midi de Bigorre, en passant par les Corbières et le massif du Canigou, le tout dans un rayon pouvant atteindre 300 kilomètres.

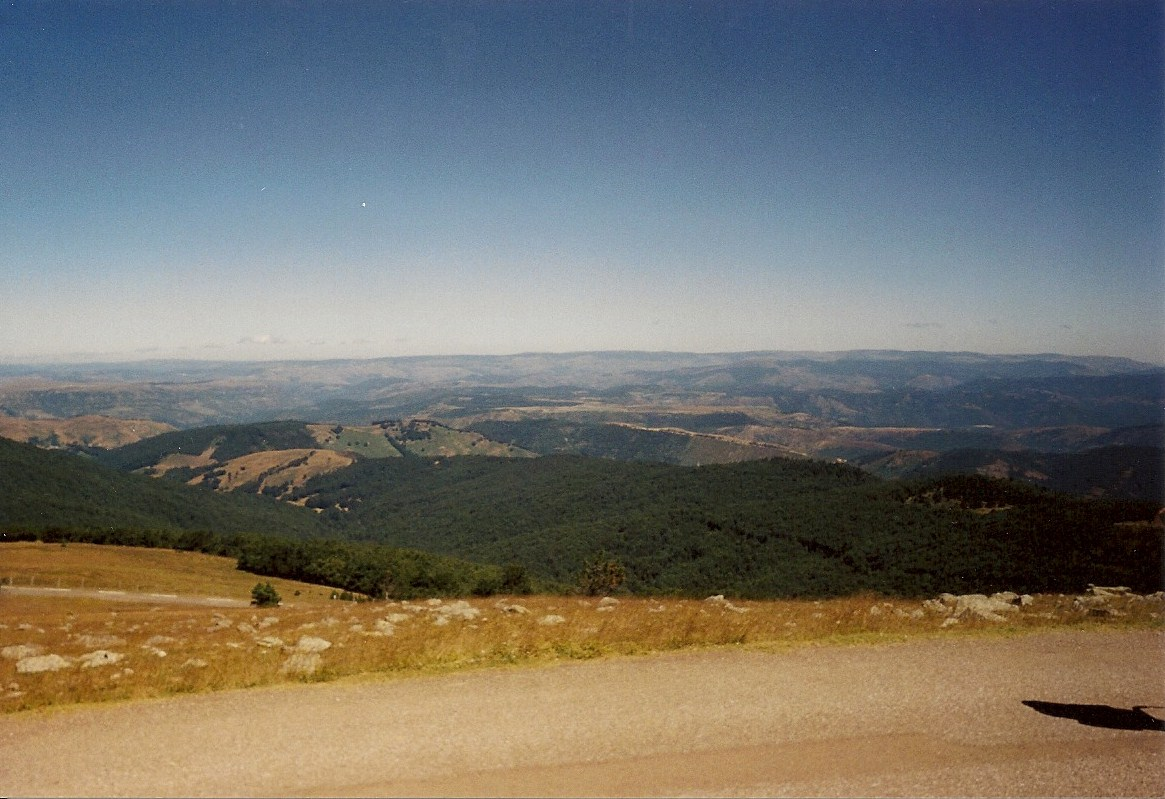
Vue sur la partie lozérienne des Cévennes.
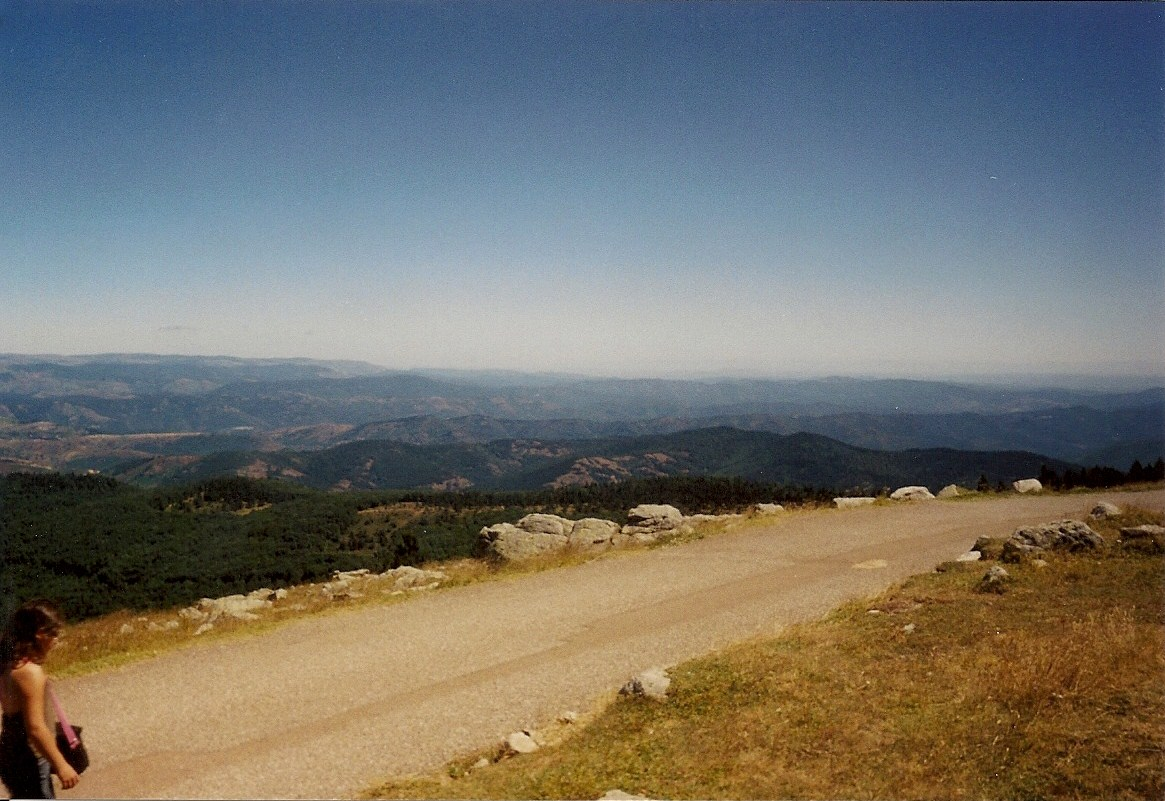
Vue vers le nord-est.
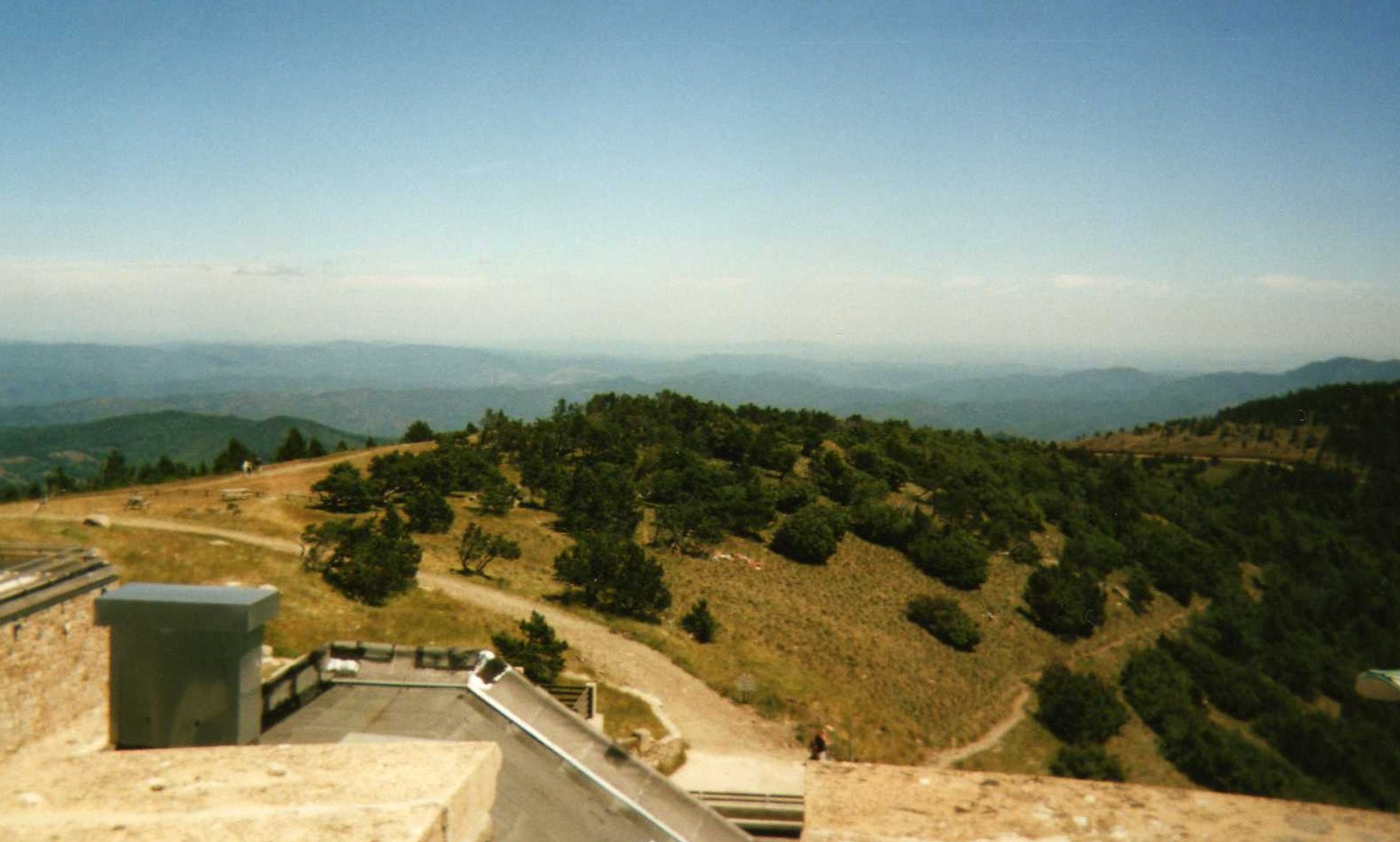
Vue vers l'est sur le Vaucluse ; par temps clair, on aperçoit le mont Ventoux.

### Géologie
Le massif de l'Aigoual est formé de granite, d'âge paléozoïque (mise en place entre 330 et 300 millions d'années), intrusif dans les roches métamorphiques de la série des schistes des Cévennes,. Le sud du massif (Lingas) est principalement granitique, alors qu'au sommet de l'Aigoual affleurent les micaschistes qui constituent le toit du pluton granitique. Entre l'Aigoual et le Lingas, une faille de direction est-ouest (faille du Bonheur) isole un petit plateau formé de calcaires mésozoïques dans lesquels est creusé l'abîme de Bramabiau

#### Les schistes des Cévennes
Ils proviennent de sédiments argileux et sableux déposés il y a près de 500 millions d’années au fond d’un océan « Sud-armoricain », situé vers 45° de latitude dans l’hémisphère sud, qui séparait la plaque Gondwana au sud de la plaque Armorica au nord. À la suite de la fermeture de cet océan et de la collision des deux plaques continentales, la chaîne de montagnes hercynienne s’est formée. Vers 340 millions d'années, les sédiments sont impliqués dans la collision, enfouis à 15 km de profondeur et métamorphisés en schistes sous des conditions de température de 500 °C et de pression de 5 kbar. Les schistes qui affleurent dans le massif de l'Aigoual correspondent à la série des micaschistes quartzeux, riche en quartz.

#### Le granite de l’Aigoual
Il est appelé granite à « dent de cheval » car il contient de grands cristaux blancs rectangulaires, les feldspaths potassiques, pouvant atteindre plusieurs centimètres. Le granite de l’Aigoual se prolonge vers le nord, par plusieurs filons puis un seul qui rejoint le mont Lozère en passant sous la Can de l’Hospitalet, petit causse calcaire.
Le granite de l'Aigoual se forme à la suite de la collision intracontinentale responsable de l'orogenèse varisque qui a pour effet de doubler l’épaisseur de la croûte continentale pouvant atteindre alors 60 km. Sous l’effet de la pression et de la température élevée, la résistance de la croûte diminue et à partir de 335 millions d'années, la chaîne de montagnes s’effondre sous son propre poids, s’étire, s’affaisse et s’érode jusqu’à retrouver son épaisseur initiale de 30 km. En profondeur, la croûte continentale et une partie du manteau fond, des magmas visqueux et légers remontent le long de failles, traversent les schistes et cristallisent vers 700 °C et 5 kilomètres de profondeur alors que la chaîne hercynienne a déjà été érodée de 10 km.

#### Les cornéennes et schistes tachetés
Ils proviennent des schistes recuits par le métamorphisme de contact lors de la mise en place du granite entre 330 et 300 millions d'années. Ces roches s’observent dans l’auréole de contact qui entoure le granite. Proches des granites, les schistes sont transformés et métamorphisés en roches dures appelées les cornéennes. Plus loin, le métamorphisme de contact provoque l'apparition de nouveau minéraux, telle l’andalousite, et les schistes sont alors appelés «schistes tachetés».

#### La formation du paysage: Soulèvement et érosion
Les schistes et le granite formés en profondeur ont été ramenés en surface il y a 250 millions d'années à la suite de l’érosion de la chaîne de montagnes hercynienne. Puis la mer a progressivement envahi la région, déposant plus de 1 000 mètres de calcaires. Enfin, dès 110 millions d’années mais surtout à partir de 60 millions d’années, la région est soulevée à la suite de la formation de la chaîne de montagnes pyrénéo-provençale et est soumise à l’érosion. La couverture calcaire est érodée et vers 23 Ma le socle de granite et de schiste est soumis à l’érosion. Cette érosion s’intensifie à partir de 15 Ma avec la formation des Alpes qui entraîne un basculement vers l’ouest de l’ensemble du Massif central et le jeu de la faille des Cévennes surélevant la région des Causses et des Cévennes de plusieurs centaines de mètres. Les soulèvements associés à cette érosion sont à l'origine du paysage observé de nos jours.

### Climat

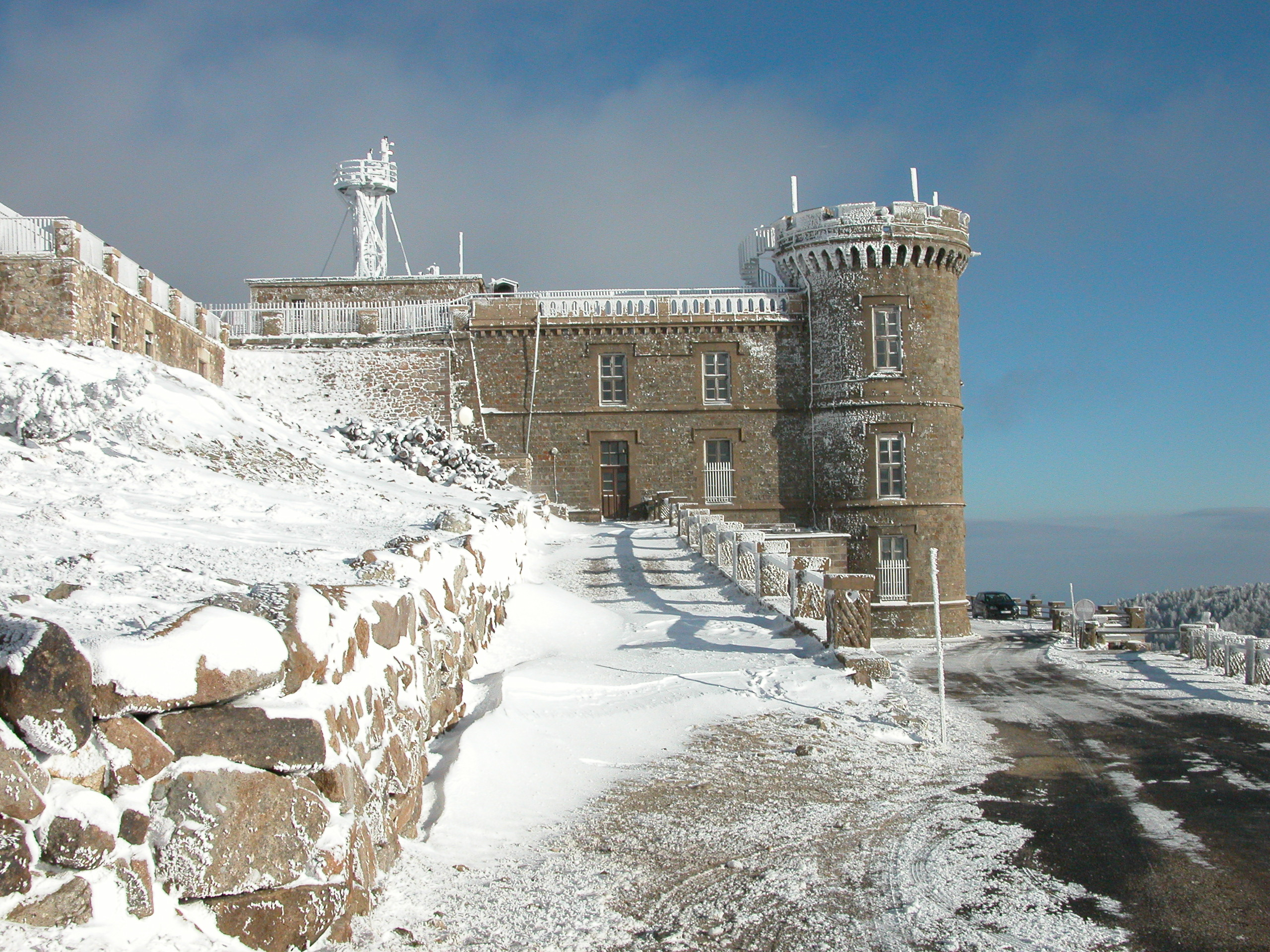
L'observatoire Météo France sous le givre.

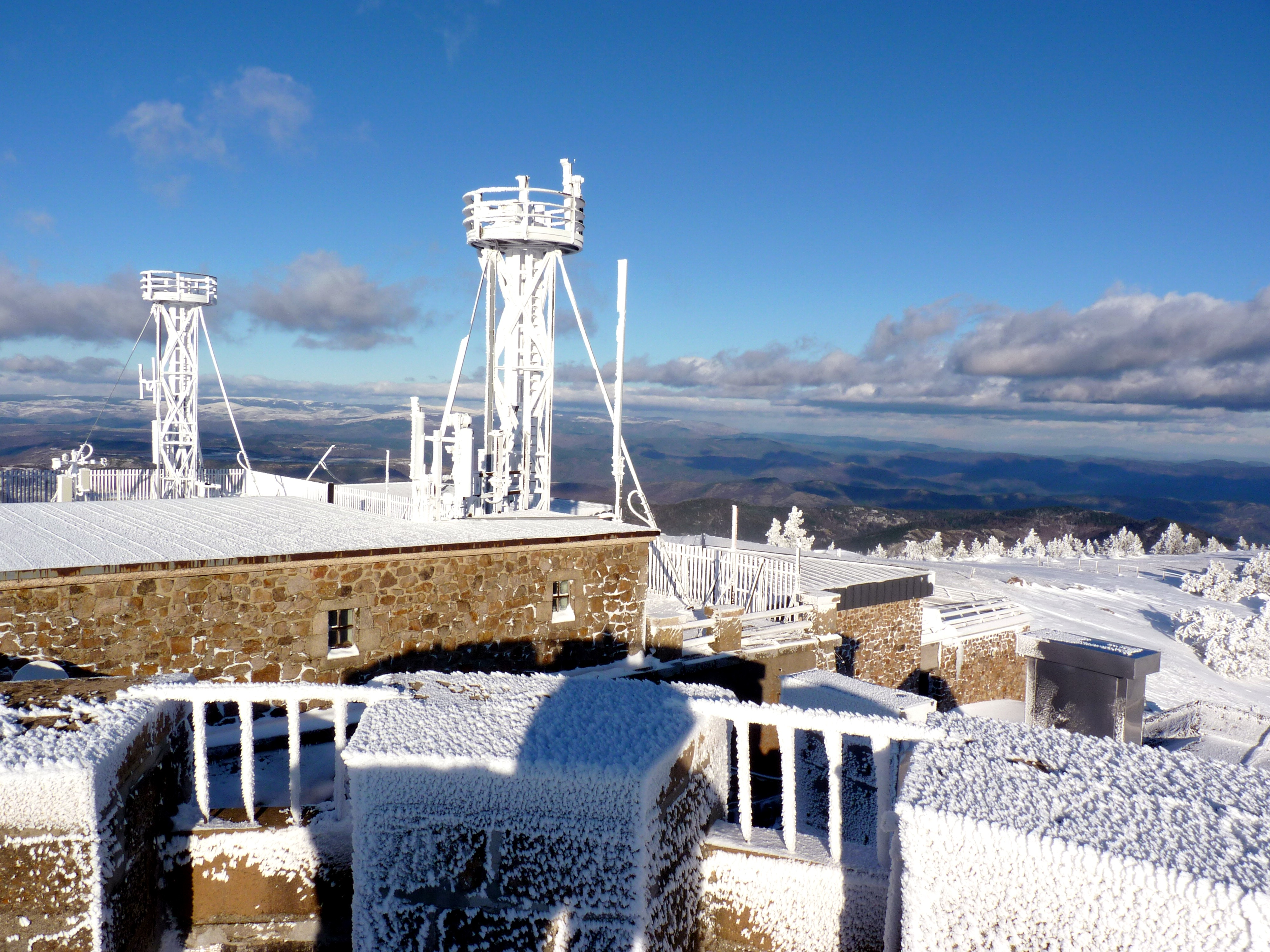
Givre au sommet.

Au sommet de l'Aigoual, les conditions météorologiques sont souvent extrêmes, l'air océanique et l'air méditerranéen étant sans cesse en confrontation. Ceci vaut, entre autres, au mont Aigoual d'être un des endroits les plus arrosés de France avec un peu plus de deux mètres de pluie par an en moyenne et une moyenne de 240 jours de brouillard par an. Le sommet est, en général, enneigé de la mi-novembre à avril ; les névés peuvent persister sur la face Nord jusqu'en juin.
Quelques relevés records :
- Température maximale : 30,4 °C le 23 août 2023[23], dépassant de cinq dixièmes la température relevée le 28 juin 2019 ; minimale : −28 °C le 10 février 1956 ;
- Vitesse maximale du vent : 171 km/h en moyenne sur la journée du 1er novembre 1968 ; vitesse maximale de vent enregistrée au sommet : 335 km/h le 6 novembre 1966[24] ; rafales dépassant les 360 km/h soit 100 m/s au cours d'une tempête par vent de sud ;
- Quantité de pluie maximale en 24 heures : 607 mm entre le 30 octobre 1963 à 18 heures et le 31 octobre 1963 à 18 h ;
- Hauteur maximale de neige fraîche cumulée en 24 heures : 1,86 mètre le 16 février 1976. Il est également tombé 2,80 mètres de neige en trois jours à l'Aigoual en décembre 2002. Février 1996 est le mois civil le plus enneigé depuis le début des observations météorologiques (1896) avec un cumul de 4,50 mètres.
- Hauteur maximale de neige fraîche cumulée en un an : 10,39 mètres (hiver 1995-1996) ;
- Nombre moyen annuel de jours de gel : 144 ; de jours de chaleur (> 25 °C) : 0 ; de jours de pluie : 170 ; de jours de vent fort (> 16 m/s) : 265 ; de jours de brouillard : 241 ; nombre moyen de jours avec chute de neige : 66 ; où le sol est couvert de neige : 118.

C'est aussi un des endroits de France métropolitaine où ont été enregistrés les plus importants cumuls de pluie sur de courtes périodes, notamment durant les « épisodes cévenols » en automne. Le plus fort cumul annuel (4 014 mm) a été enregistré en 1913 et le plus faible (1 123 mm) en 1985.
Paradoxalement, c'est à environ 100 kilomètres de l'Aigoual seulement, en Camargue, que se situe l'un des points les moins arrosés de France avec 400 à 450 mm, en moyenne, aux Saintes-Maries-de-la-Mer.
| Mois                              | jan.  | fév.  | mars  | avril | mai   | juin  | jui. | août | sep.  | oct.  | nov.  | déc.  | année   |
| --------------------------------- | ----- | ----- | ----- | ----- | ----- | ----- | ---- | ---- | ----- | ----- | ----- | ----- | ------- |
| Température minimale moyenne (°C) | −3,6  | −3,6  | −2,4  | −0,8  | 3,4   | 6,7   | 9,9  | 10,1 | 7,2   | 3,5   | −0,7  | −2,4  | 2,3     |
| Température maximale moyenne (°C) | 0,8   | 0,7   | 2,4   | 4,2   | 8,8   | 12,7  | 16,4 | 16,3 | 12,7  | 9,1   | 3,9   | 2,3   | 7,5     |
| Précipitations (mm)               | 216,1 | 168,2 | 135,2 | 180,4 | 173,4 | 107,9 | 59,4 | 78,1 | 167,1 | 288,8 | 243,5 | 227,6 | 2 045,6 |

| Mois                                                                                          | J          | F          | M          | A          | M          | J          | J          | A          | S          | O          | N          | D          |
| --------------------------------------------------------------------------------------------- | ---------- | ---------- | ---------- | ---------- | ---------- | ---------- | ---------- | ---------- | ---------- | ---------- | ---------- | ---------- |
| maximales                                                                                     | 15,6       | 15,0       | 16,4       | 20,5       | 25,0       | 29,9       | 28,0       | 30,4       | 27,8       | 20,0       | 18,6       | 16,7       |
| date                                                                                          | 13/01/2007 | 27/02/1945 | 22/03/1990 | 19/04/1949 | 30/05/1906 | 28/06/2019 | 30/07/1942 | 23/08/2023 | 19/09/1933 | 01/10/1923 | 03/11/1981 | 21/12/1987 |
| minimales                                                                                     | -23,1      | -28,0      | -19,7      | -14,0      | -8,6       | -3,3       | -0,8       | -0,2       | -6,0       | -9,8       | -15,0      | -20,6      |
| date                                                                                          | 08/01/1985 | 10/02/1956 | 06/03/1971 | 06/04/1911 | 02/05/1909 | 05/06/1969 | 11/07/1909 | 28/08/1896 | 24/09/1931 | 26/10/1908 | 22/11/1988 | 16/12/1963 |
| Températures minimales et maximales records de décembre 1894 à juillet 2019 (°C) Météo France |            |            |            |            |            |            |            |            |            |            |            |            |

### Flore

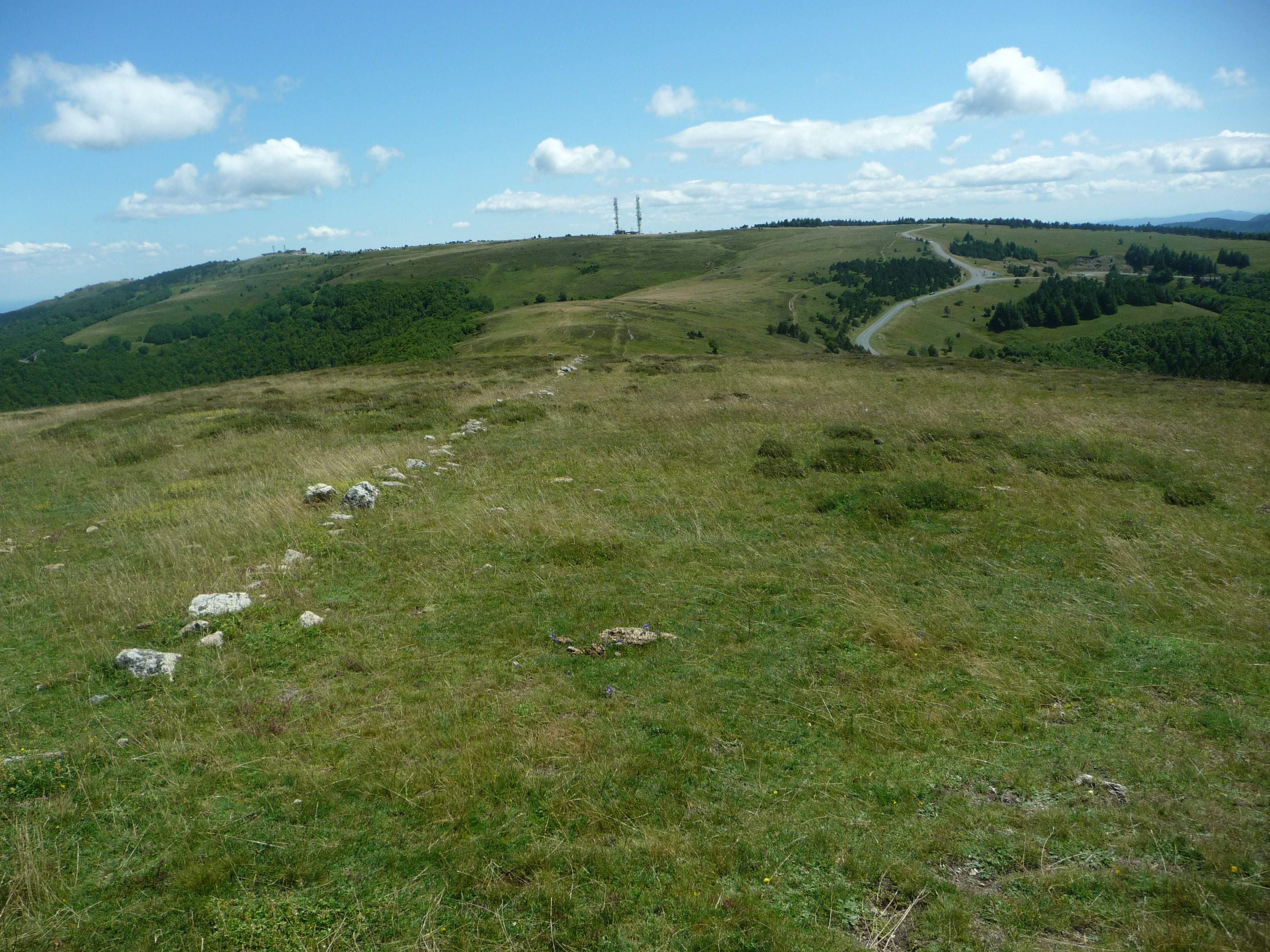
Pelouse subalpine naturelle au sommet du mont Aigoual et hêtraie d'altitude.

Le mont Aigoual a depuis longtemps suscité l'intérêt des botanistes, en particulier Josias Braun-Blanquet, qui a fait plusieurs études approfondies du massif. Bien que datant de presque un siècle, son travail reste une référence chez les botanistes modernes. Il ressort de ses études les éléments suivants :
Les pentes du mont Aigoual sont recouvertes au-dessus de 1 000 m, par de vastes hêtraies où se développe une flore caractéristique de ce milieu et qu'on retrouve ailleurs dans le Massif central : Roseau des montagnes (Calamagrostis arundinacea), Canche cespiteuse (Deschampsia caespitosa), Luzule blanc, Luzule en épi, Vératre blanc, Lis martagon, Scille à deux feuilles, Ail victorial, Paris à quatre feuilles, Petit Lis des vallées, Sceau de salomon verticillé, Orchis mâle, Orchis sureau, Orchis moucheron, Renouée bistorte, etc. On y trouve également le Streptope à feuilles embrassantes, mais celui-ci est peu commun.
L’étage du hêtre comprend également quelques tourbières et zones humides où s’épanouit une flore spécifique : Linaigrettes, Carex (Carex pulicaris, Carex fusca, Carex echinata, etc.), Joncs (Juncus squarrosus, Juncus filiformis, Juncus alpinus, etc.), Lycopode inondé, etc.
Sur la crête, c’est-à-dire entre 1 500 et 1 565 m, s’étend une vaste pelouse subalpine qui semble avoir été de tout temps dépourvue d’arbres en raison de la fréquence des vents très violents. Cette pelouse est dominée par le Nard raide et la Fétuque rouge. Parmi les autres espèces caractéristiques de ce milieu, on peut citer également la Canche flexueuse, le Paturin des Sudètes, le Jonc trifide (plante très rare dans le Massif central et également présente sur le mont Lozère), le Trèfle des Alpes, la Raiponce hémisphérique, le Crocus blanc, l’Œillet de Montpellier, l'Impératoire benjoin, la Minuartie de Diomède, le Lis des Alpes (rares stations), etc.

## Histoire

### Reboisement du massif de l'Aigoual
Après le recul des grands herbivores (bisons, rhinocéros laineux, aurochs, cerf mégacéros, chevaux sauvages, etc.), le plateau est probablement devenu densément boisé. Son versant sud, souvent très pentu, était autrefois a priori couvert d'une végétation typique de l’étage méditerranéen subhumide d'Emberger (pour les altitudes comprises entre 500 et 600 m) ; là, le Chêne vert et son cortège buissonneux et herbacé dominait et pouvait s'étendre jusqu'à 1 000 m pour les expositions « chaudes ». Localement, le Chêne pubescent dominait dans les zones plus humides. À plus de 1 000 m s'étendait l'étage montagnard, couvert d'une hêtraie bénéficiant de la zone de brouillard, et ponctué de quelques bouquets de sapins autochtones notamment sur les très fortes pentes.
Au Moyen Âge, cette forêt est déjà très exploitée, notamment pour fournir du bois aux verreries, forges et fonderies de la région qui en consomment de très grandes quantités, ainsi que pour le chauffage des habitations et les besoins de cuisson et de construction. Parallèlement, l'augmentation de la taille des troupeaux de moutons réclame de plus en plus de pâturages.
Ce qui reste de la vaste forêt préhistorique est sans doute déjà en partie remplacé dès le XIIe siècle par des vergers de châtaigniers (à partir de souches acclimatées devenues autochtones), sur les zones siliceuses moins rocheuses.
En termes d'écopotentialité, l'essentiel de la surface forestière sur le plateau central relève de cet étage du hêtre. La hêtraie de l'étage montagnard a sans doute disparu vers la fin du XVIIIe siècle, sous la pression humaine. Le hêtre laisse alors souvent place, principalement vers le milieu du XIXe siècle, à des sols pauvres (oligotrophes), remplacé par des landes à bruyère Callune et des genêts, ou à des pelouses très acides à Nardus stricta.
Sous la Révolution française, l'abolition des privilèges et le partage des bois et prés communaux encourage de nombreux riverains et propriétaires à se servir anarchiquement dans les forêts qui sont rapidement dévastées, voire brûlées pour en revendre la cendre comme engrais, quand on n’y prend pas également l’humus pour le mettre sur les champs comme amendement. Les paysans vont en nombre se servir en forêt (au point qu’il serait dangereux de s'y opposer, écrit à la Convention le préfet de l'Ariège). En 1794, l'administration départementale fait imprimer un mémoire pour mieux faire connaître ses doléances (aux députés notamment). On y lit que : « Les habitants, semblables aux sauvages, défrichent des terrains d'une valeur inappréciable... Par une frénésie plus coupable, ils détruisent sur les pentes les arbres qui pourraient les conserver et les embellir ; et, pour la jouissance d'un moment, ils perdent à jamais leur pays [...] Le dépérissement des châtaigniers augmente graduellement, à mesure que l'on s'approche des montagnes du Lozère et de l'Aigoual, qui dominent les Cévennes ; jadis elles étaient couvertes d'épaisses forêts qui servaient d'abri aux châtaigniers contre les vents du nord. [...] Les monts d'Auvergne, plus élevés que ceux de la Lozère, et qui formaient un second rempart à la zone des châtaigniers, ont aussi été dépouillés, et donnent aujourd'hui un libre passage à une bise glaciale qui détruit l'espérance du cultivateur [...] Les habitants des causses (plaines hautes) manquent de bois ; on ne voit plus un buisson sur les plateaux autrefois impénétrables... Il y a moins d'eau de source, et dans un pays haut, près de la mer, on y manque souvent d'eau pour les hommes et les animaux. [...] Les fonderies épuisent les forêts [...] Les habitants les défrichent ; les charbonniers en profitent, et les troupeaux voyageurs achèvent de détruire la reproduction ».
Vers 1850, le recul de la forêt a des conséquences graves et enfin admises par tous : les fortes pluies ravinent le sol nu et des torrents de boue provoquent des inondations de plus en plus catastrophiques dans les vallées, notamment à Valleraugue dans la vallée de l'Hérault.

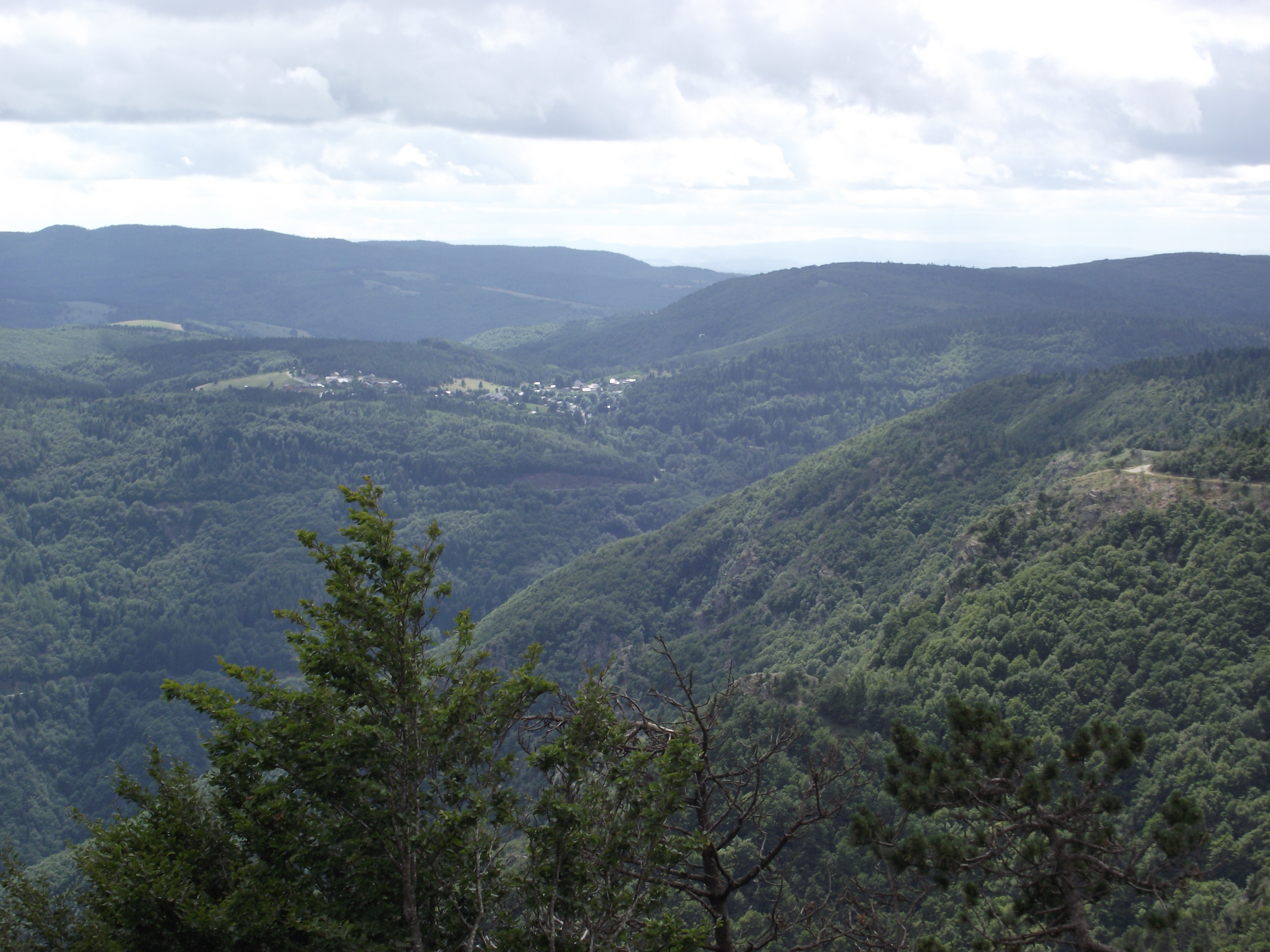
La forêt sur le versant sud.

Si la volonté de reboiser pour stabiliser les sols des pentes apparaît dès 1861 avec le commencement des premiers travaux, les premières plantations rencontrent toutefois l'hostilité des bergers de la région, qui craignent de perdre leurs pâturages et n'hésitent pas à mettre le feu aux jeunes arbres. Le forestier Georges Fabre, conservateur des Eaux et Forêts, devient le véritable maître d'œuvre du reboisement et supervise toutes les plantations à partir de 1875. Il démontre qu'une partie de l'ensablement du port de Bordeaux vient de la terre arrachée par les pluies dans le massif de l'Aigoual, ce qui l'aide à obtenir le financement nécessaire. Fabre crée dix arboretums à différentes altitudes, expositions et natures de terrains pour chercher les essences d'arbres adaptées aux différentes parties du massif et demande au professeur de botanique Charles Flahault de la commune de Montpellier de venir l'aider dans cette tâche. Grâce notamment à ses compétences en phytosociologie (science alors émergente), ils réussissent ensemble des reboisements là où ils avaient auparavant échoué (comme à l’Hort de Dieu). Fabre améliore et agrandit aussi le réseau des routes forestières. Enfin, il fait construire l'observatoire (voir notamment l'arboretum de l'Hort de Dieu directement sur le flanc sud de l'Aigoual ou encore l'arboretum de la Foux ou encore l'arboretum de Puéchagut sur le versant sud du Lingas, remarquable par la hauteur de ses arbres). L'Aigoual est devenu, grâce à ses arboretums, un haut lieu du tourisme.
Alors que la région traverse des difficultés économiques, le reboisement fournit finalement un travail rémunéré bienvenu aux paysans et à leurs familles. S'il montre son utilité dès 1890 (comme en témoigne par exemple un courrier du conseil municipal de Valleraugue demandant la poursuite des plantations), il devra être poursuivi pratiquement jusqu'à la Première Guerre mondiale vu la taille de la forêt à reconstituer.
Fabre n'a pas toujours eu le soutien de l'administration : « le 13 février 1908 ou la veille, tout a basculé pour le conservateur Fabre, à un peu moins de 64 ans ; convoqué à Paris par quelqu’un qui ne pouvait être que Daubrée en personne, il est « mis en disponibilité par mesure disciplinaire », selon sa fiche biographique de l’école forestière de Nancy heureusement « oubliée », puisque son dossier administratif a définitivement disparu du ministère de l’Agriculture et des Archives nationales. Et cette première mesure, qui équivaut à une révocation sans solde, est suivie d’une mise à la retraite, sans doute à sa limite d’âge légale, et avec pension, en 1909 ». Le conservateur Perdrizet lui succède, « délégué dans cette tâche par le conseiller d’État, directeur général des Eaux et Forêts en place depuis vingt trois ans, Lucien Daubrée, également ancien de promotion de Fabre à l’école de Nancy ». Et, après la Seconde Guerre mondiale, l'Office national des forêts reprend le reboisement, en partie plus bas dans les vallées pour remplacer les châtaigniers décimés par la maladie.
Ce paysage avait déjà été modifié par les châtaigniers de rente qui y avaient été plantés par milliers, après avoir été déboisé, il a retrouvé une forêt et une couverture arborée, cependant très différente de ce que serait la forêt naturellement sur ces sols. Ni la biodiversité, ni les origines génétiques locales ni la diversité génétique n'étaient au cœur des préoccupations des reboiseurs qui visaient à urgemment protéger les pentes de l'érosion, ce pourquoi on trouve encore dans le massif une grande variété d'essences exotiques (par exemple le cèdre de l'Atlas) qui font du massif une curiosité botanique. Cette opération a servi d'exemple ailleurs, notamment pour le reboisement du Vallespir.
En 2007, un documentaire-fiction, Aigoual, la forêt retrouvée retraçant l'épopée de Georges Fabre et Charles Flahault a été réalisé par Marc Khanne.

### Évocations littéraires
Vu du sommet du mont Aigoual, le panorama est particulièrement spectaculaire, remarqué dès les premiers récits de voyage, au XVIe siècle, tel celui de Felix et Thomas Platter dans leurs notes de voyage de deux étudiants bâlois :

« Enfin, à midi nous arrivâmes au sommet, occupé par un immense pâturage (…) De ce point, peu éloigné de Mende, la vue s'étend au loin sur toutes les Sévennes, auxquelles nos monts du Valais sont seuls comparables, et jusqu'aux montagnes de l'Auvergne (…) Nous ne pouvions nous lasser d'admirer le panorama, favorisés par un temps magnifique qui permettait de découvrir au fond des vallées plusieurs hameaux ne paraissant pas plus gros, à cette distance, qu'une cabane de paysan. »

Deux siècles plus tard, Jean-Georges Fisch, autre voyageur suisse, en rendait compte dans une lettre à son frère datée du 17 juin 1787 :

« Les vues les plus belles et les plus étendues que j'ai contemplées sur le Gesler, sur le Jura, même sur le Rigi, et dans diverses régions de la Suisse, restent loin derrière la richesse et la majesté de celle que nous avions ici (…) Les bornes de notre horizon s'étendaient à l'est et à l'ouest, au-delà des frontières de la France, au sud elles se perdaient dans la Méditerranée. »

Émile Reinaud, maire de Nîmes à la fin du XIXe siècle et essayiste, lui consacre un long poème :
Pic isolé, chantant la gloire des Cévennes,

Gigantesque redoute aux épaules hautaines,

Éperon du plateau central,

Opulent Château d’Eau de toute la contrée,

Siège des Vents, Auster, Zéphyr, Eurus, Borée,

Je te salue, ô Mont Aigoual !

[…]
— Émile Reinaud, Beautés des Causses et Cévennes, 1958 (posthume)
L'académicien André Chamson est l'auteur d'une œuvre empreinte d'amour pour les Cévennes et en partie inspirée par son attachement aux souvenirs de ses ancêtres huguenots.

### Histoire de l'observatoire météorologique
La station météorologique du mont Aigoual a été construite entre 1887 et 1894 avec beaucoup de peine en raison de la rudesse du climat et sur le modèle original d'un « château fort », avec une puissante tour crénelée sur laquelle fut installée la grande table d'orientation par le service des armées à 1 571 mètres d'altitude. L'inauguration a eu lieu le 18 août 1894 et les relevés d'observations y sont tenus depuis le 1er décembre 1894. La station dépendait alors de l'Administration des Eaux et Forêts. C'est en 1943 que l'observatoire a été placé sous l'autorité de l'Office national de météorologie. C'est actuellement la dernière station météorologique de montagne en France occupée toute l'année. Elle propose depuis quelques années un espace de découverte et d'animations sur la météorologie et le massif de l'Aigoual, géré par la communauté de communes Causses Aigoual Cévennes et Météo France. L'observatoire du mont Aigoual accueille également un relais radioamateur depuis 1985, ce relais ayant évolué vers deux relais par la suite : un relais FM ainsi qu'un relais TV.
Le 31 décembre 2023, la station Météo-France du mont Aigoual est totalement automatisée. Les météorologues du dernier centre habité de France sont partis vers d’autres centres,. Les archives, conservées depuis 1895, sont transférées au centre météorologique d'Aix-en-Provence.

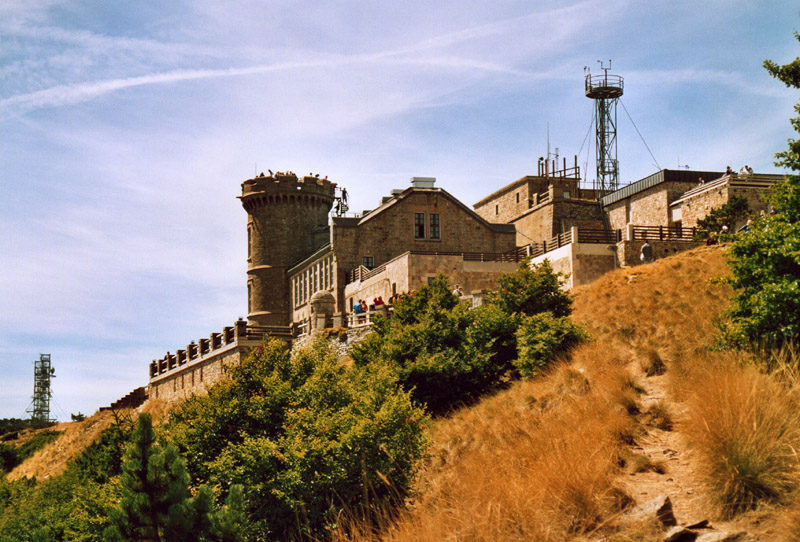
Station météorologique, culminant au sommet du mont Aigoual.
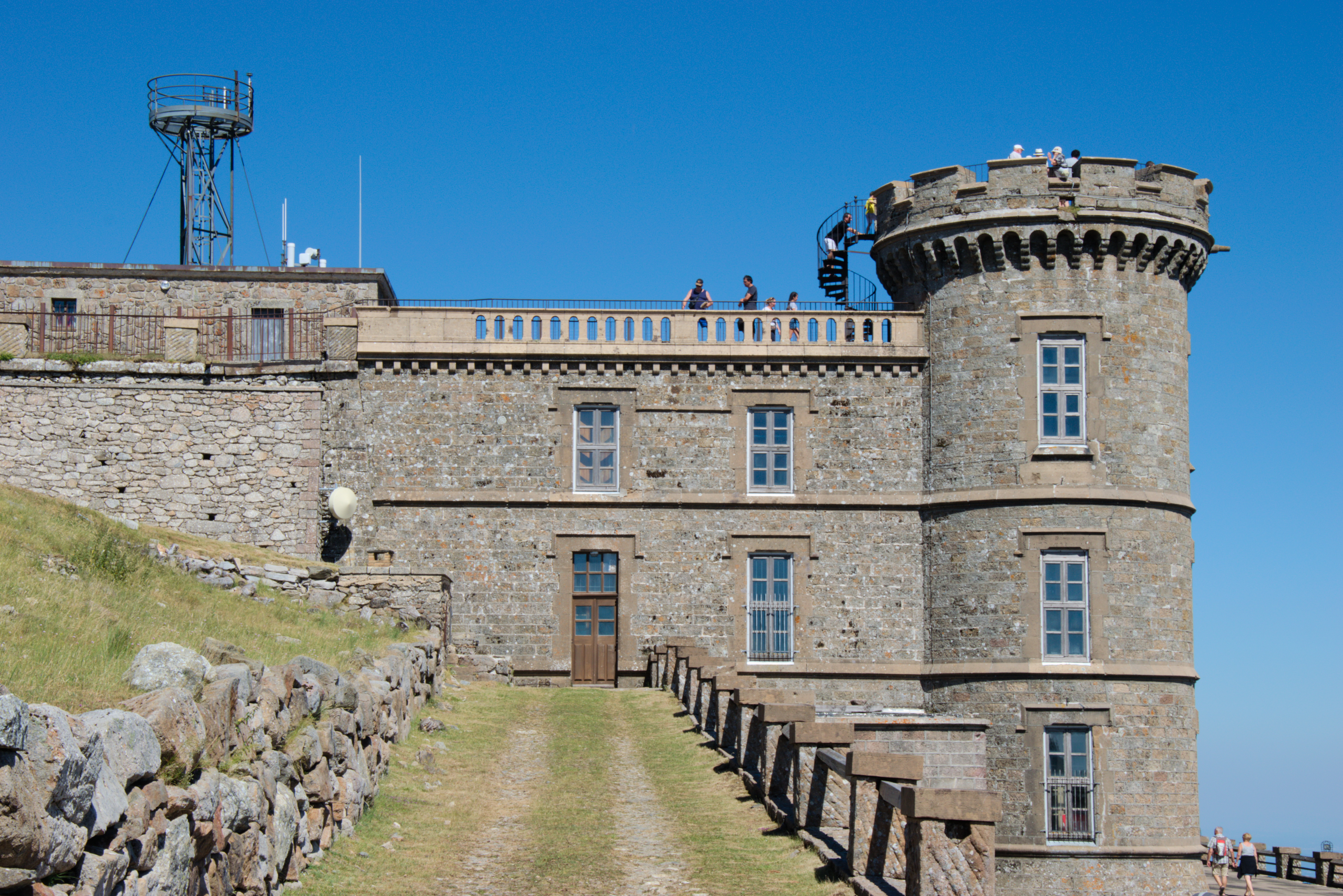
L'observatoire du Mont Aigoual.
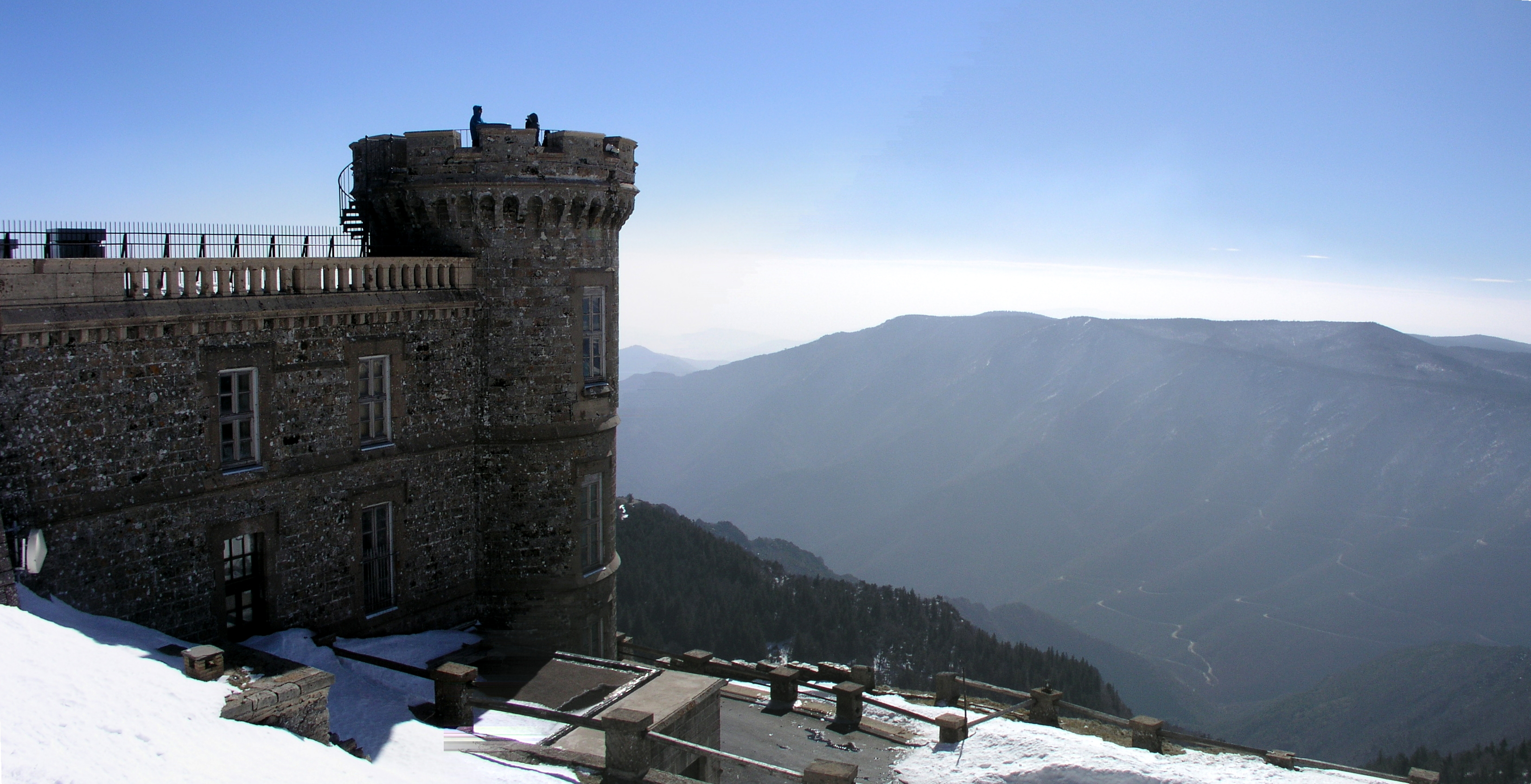
Panorama depuis l'observatoire du Mont Aigoual.
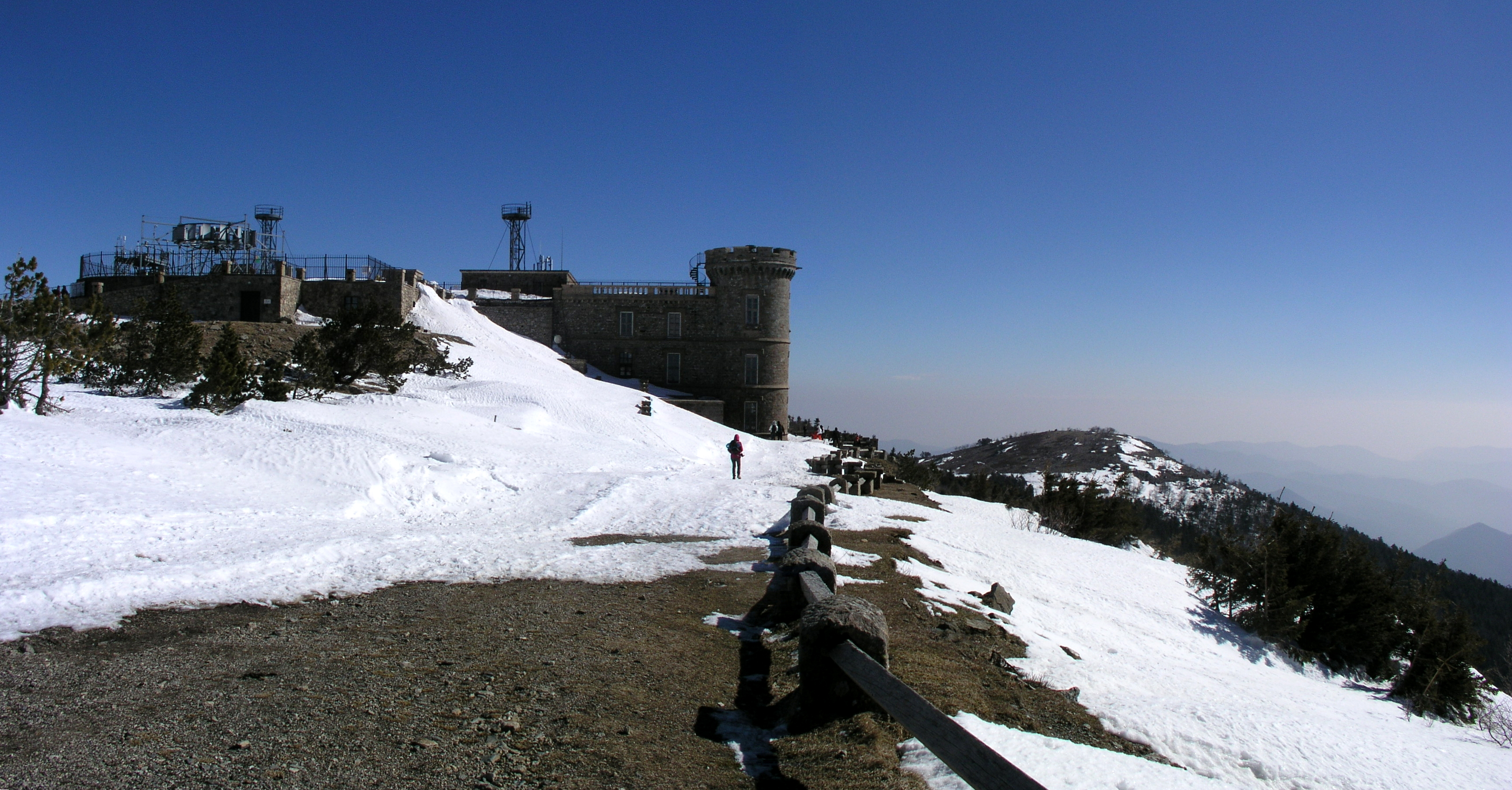
Observatoire du Mont Aigoual en hiver.
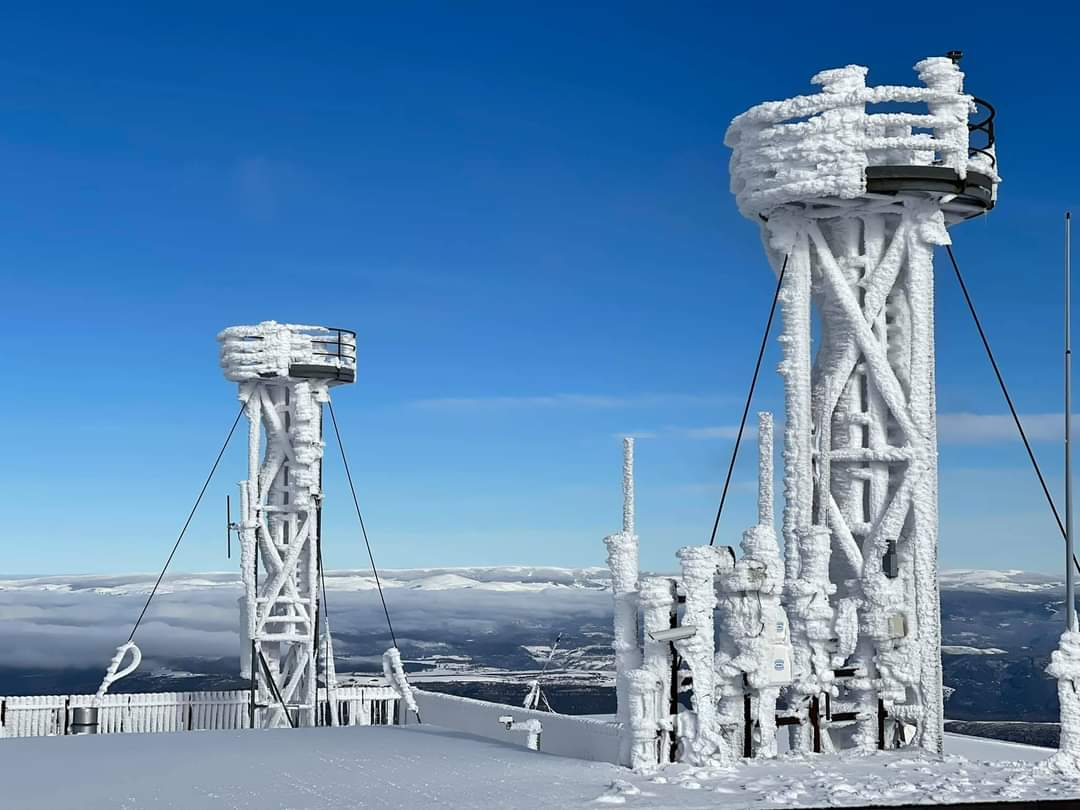
Plateau technique en hiver.

## Activités

### Agriculture

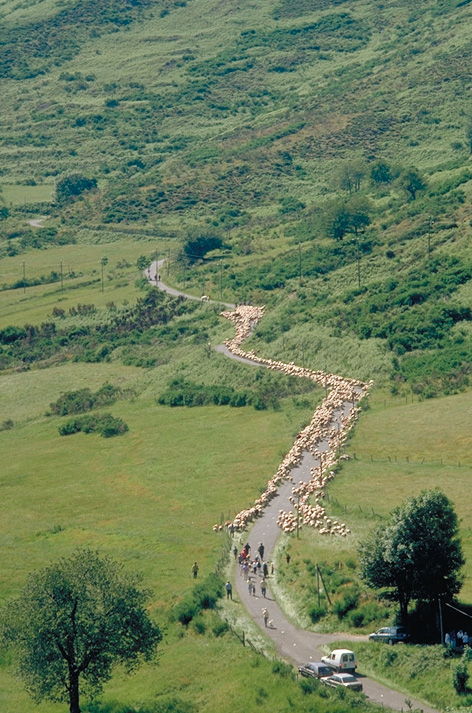
Transhumance au mont Aigoual.
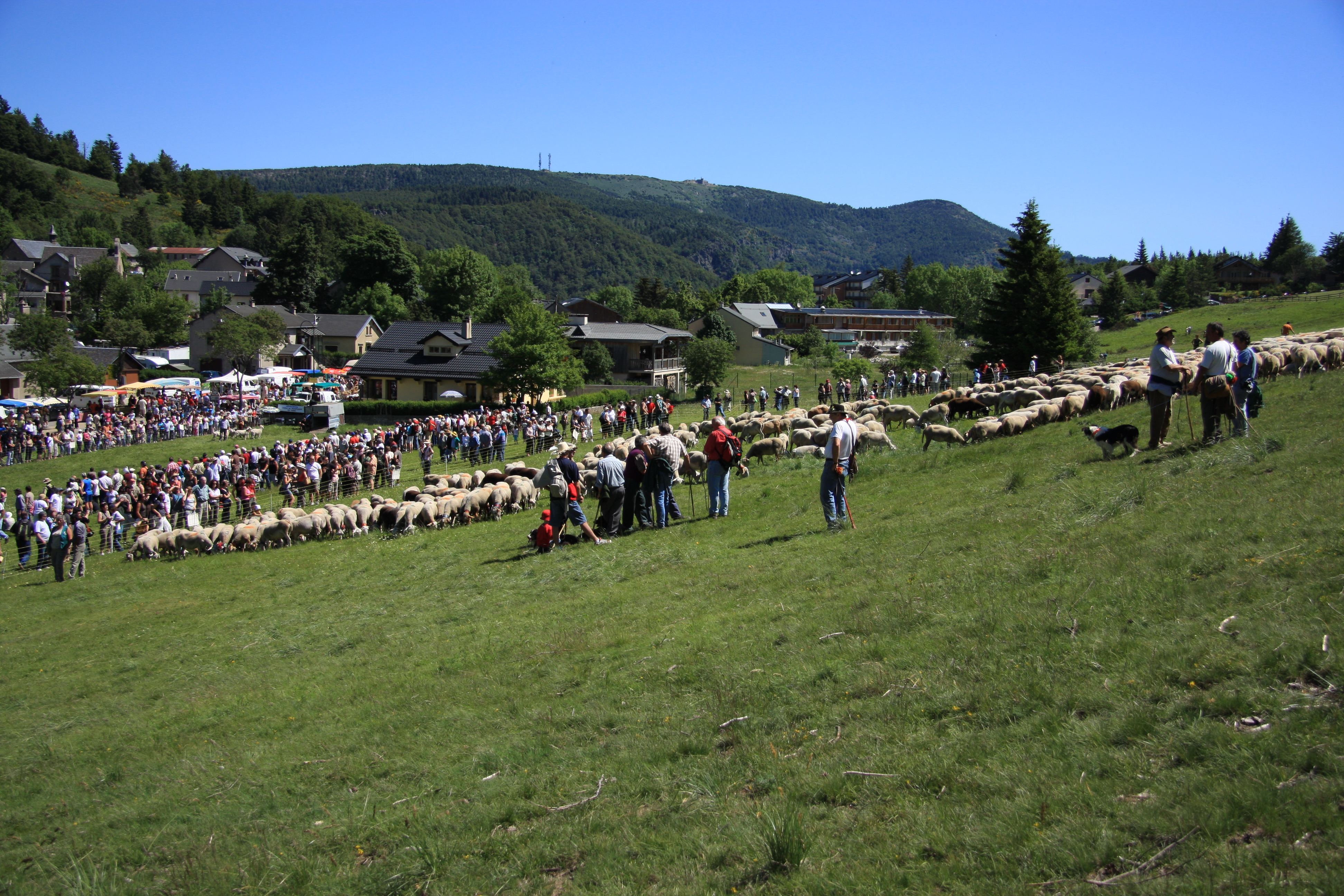
Fête de la transhumance à l'Espérou.

### Activités sportives

#### Randonnées
Une des randonnées les plus célèbres du mont Aigoual est la montée des 4 000 marches, qui part de Valleraugue pour rejoindre l'observatoire à 1 567 mètres d'altitude et plus de 1 200 m de dénivelé. Un gîte d'étape ainsi qu'un snack gérés par la commune de Valleraugue accueillent randonneurs et touristes de mai à novembre.

#### Cyclisme

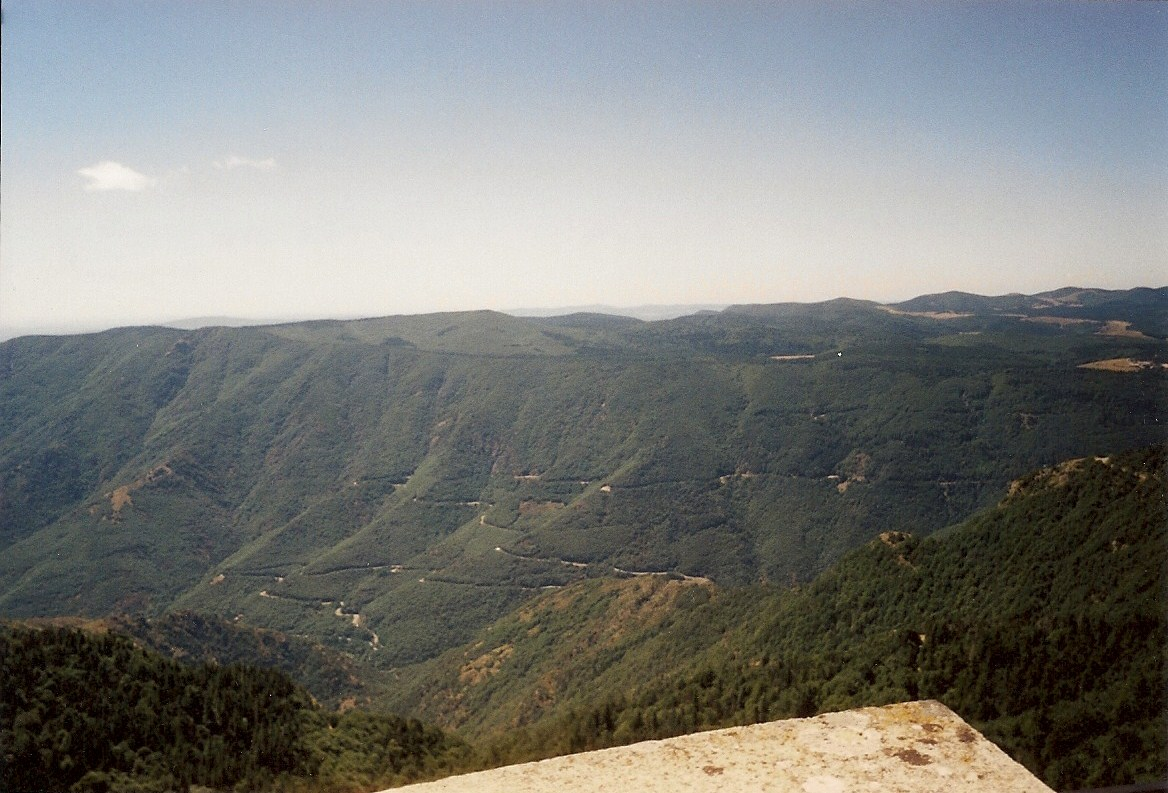
La route en épingles reliant Valleraugue à l'Espérou.

Le mont Aigoual a été gravi pour la première fois par le Tour de France lors de la 17e étape de l'édition 1987 reliant Millau à Avignon. À cette occasion, la montée a été classée en 2e catégorie et l'Italien Silvano Contini est passé en tête. Il a été gravi par Meyrueis, via le col de Perjuret (ce dernier étant classé en 3e catégorie).
L'ascension est de nouveau au programme lors de la 6e étape du Tour de France 2020 mais cette fois-ci non classée car précédée du col de la Lusette. Le Kazakh Alexey Lutsenko l'emporte au sommet.
Le mont Aigoual peut être gravi par de très nombreux versants, en raison du nombre de routes qui convergent en divers endroits des flancs de la montée. Les deux versants les plus pentus sont celui partant de L'Arboux ou de la vallée de Taleyrac via le col de la Lusette (ce dernier faisant 17 kilomètres à 6,6 % de moyenne), et celui de Saint-André-de-Valborgne passant par le col Salidès et la vallée de Seixt. Le versant de Valleraugue, peu raide mais très long (28 kilomètres à 4,3 %) est le plus emprunté.

#### Endurance équestre
Les 160 km de Florac, une course d'endurance équestre passe également par ce mont. Les cavaliers et chevaux de cette course de Florac (mondialement reconnue comme étant une des courses la plus dure du monde[réf. nécessaire]) affrontent le mont Aigoual lors de la 2e étape, arrivant à Saint-Sauveur-Camprieu. La course a été créée en 1975 par le parc national des Cévennes. À l'origine, la course ne faisait que 130 km. Elle s'est peu à peu imposée comme l'une des courses les plus importantes du calendrier d'endurance équestre en Europe. Le format a alors évolué pour une distance de 160 km. De plus, des animations se sont greffées autour de la course, avec un concours d'élevage orientation endurance, une course de 90 km et une de 130 km.
L'édition 2010 a été sélectionnée par la Fédération française d'équitation pour représenter la candidature de la France à l'organisation du championnat d'Europe d'endurance 2011. À cette occasion, le parcours a été légèrement modifié. Toutefois, l'édition 2020, se déroulant le 19 septembre, a dû être interrompue entre la 1re et 2e étape, la météo rendant le mont Aigoual infranchissable.

#### Sports d'hiver

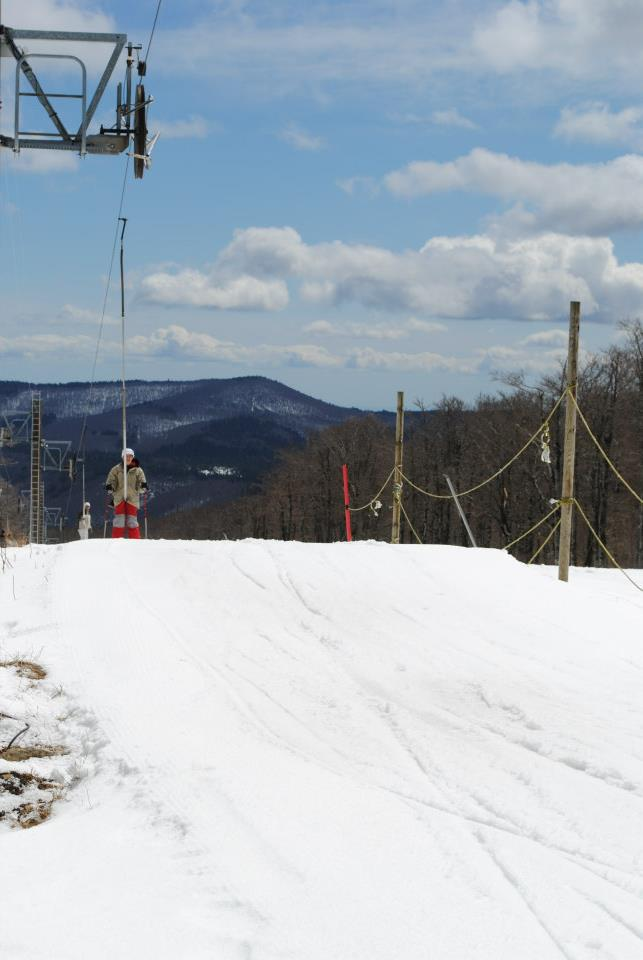
Vue du sommet des pistes sur le massif de l'Aigoual.

La station de sports d'hiver de Prat Peyrot est située sur les pentes de l'Aigoual. Elle est la plus grande station de ski des Cévennes. La station est généralement ouverte de décembre à fin mars/début avril. Le domaine est composé de 9 km de pistes pour ski alpin avec 13 remontées mécaniques ainsi que 60 km pour ski de fond (dont une piste de compétition). Quelques petits sentiers hors pistes sont possibles à travers la forêt, de moins en moins dense quand l'altitude augmente.
Il y a également une piste de luge. La présence de 85 canons à neige permet de pallier le manque d'enneigement et elle possède aussi trois dameuses. Une école de ski est présente. Les hébergements, les commerces ainsi que les locations se situent au village de l'Espérou.

### Cinéma
- Aigoual, la forêt retrouvée, de Marc Khanne, Arti, 2007, 1 DVD, 84 min